# Антонин Пуч
Антонин Пуч (чеш. Antonín Puč; 16. мај 1907 — 18. април 1988) био је чехословачки фудбалер.

## Биографија
Играо је на позицији нападача. Најбољи је стрелац у историји репрезентације Чехословачке са 35 постигнутих голова.
За репрезентацију је играо у периоду од 1926. до 1939. године. Наступио је 61 пут за Чехословачку. Играо је за национални тим на 1934. и постигао два гола. Један је дао у финалу првенства, у поразу од Италије резултатом 2:1. Играо је на Светском првенству 1938. године. Највећи део клупске каријере је провео у Славији из Прага.
Након поделе земље на Чешку и Словачку почетком деведесетих, Јан Колер је надмашио Пучев рекорд 2005. године по броју датих голова за репрезентацију. Преминуо је 18. априла 1988. године у Прагу.

## Успеси
- Светско првенство: друго место 1934.
- Прва лига Чехословачке (8): 1925, 1928/29, 1929/30, 1930/31, 1932/33, 1933/34, 1934/35, 1936/37